# Зубр (бронеавтомобиль)
Зубр (пол. AMZ Żubr) — военный бронеавтомобиль, разработанный польской компанией AMZ-Kutno на базе грузового автомобиля повышенной проходимости Iveco EuroCargo. Предназначен для перевозки до 10 экипированных десантников.
Находится на вооружении армии Польши.

## Описание конструкции
Двигатель N60 ENT C Iveco Tector, 6-цилиндровый, дизельный с впрыском топлива.
Коробка передач: 6 передач вперед и 1 назад.
Бронекорпус с V-образным днищем, повышающим защиту от взрывных устройств.
Бронирование обеспечивает защиту от бронебойных пуль калибром до 12.7-мм, осколков снарядов калибром до 155 мм (уровень 3+ по стандарту НАТО STANAG 4569, и взрывных устройств мощностью до 8 кг тротилового эквивалента (противоминная защита уровня 3B стандарта STANAG 4569).
Машина может перебрасываться транспортным самолётом C-130.